# Jessica Derrell
Jessica Jacqueline N Derrell (ur. 5 lipca 2000) – barbadoska zapaśniczka walcząca w stylu wolnym. Zajęła 32. miejsce na mistrzostwach świata w 2023 roku.
Brązowa medalistka mistrzostw panamerykańskich w 2023, piąta w 2024 roku.